# Закони отачаства
Закони отачаства представља законик који донет за време Петра II Петровића Његоша, али се историчари не слажу да је тај закон уопште спроведен у дело. Треба рећи да је у то време важио Законик Петра I. Тај законик је имао само 20 тачака. За преступнике су следиле разне казне: глоба, батинање (шибикање), затвор и смртна казна. Законик је обавезивао све чиновнике на професионалан рад и санкционисао је злоупотребу власти, али је са друге стране строго кажњавао оне који би се супротставили органима власти или оне који би вређали њихове чланове. Такође су предвиђене строге казне за оне који би сакривали или штитили кривца. Жене чедоморке су кажњаване смрћу. Законик предвиђа опорезивање становништва од по једног талијера за пола године и стварање касе народне.